# Aghin
Aghin – wieś w Armenii, w prowincji Szirak. W 2011 roku liczyła 382 mieszkańców.